# 세치나로
세치나로(이탈리아어: Secinaro)는 이탈리아 아브루초주 라퀼라도에 있는 코무네이다.